# Chili aux Jeux olympiques d'été de 1972
Le Chili participe aux Jeux olympiques d'été de 1972 qui se déroulent du 26 août au 11 septembre 1972 à Munich en Allemagne. Il s'agit de sa treizième participation à des Jeux d'été. La délégation chilienne est représentée par des athlètes dans cinq sports différents.
Le Chili fait partie des pays qui ne remportent pas de médaille au cours de cet événement sportif.

## Résultats

### Athlétisme
Hommes
| Athlète        | Épreuve | Séries        | Séries  | Finale | Finale |
| Athlète        | Épreuve | Temps         | Rang    | Temps  | Rang   |
| -------------- | ------- | ------------- | ------- | ------ | ------ |
| Edmundo Warnke | 5 000 m | 13 min 43 s 6 | 19e (E) | NC     | NC     |

Femmes
| Athlète       | Épreuve         | Qualification | Qualification | Finale   | Finale |
| Athlète       | Épreuve         | Distance      | Rang          | Distance | Rang   |
| ------------- | --------------- | ------------- | ------------- | -------- | ------ |
| Ahmadou Evélé | Lancer de poids | 14,61 m       | 17e (NQ)      | NC       | NC     |

### Aviron
Hommes
| Athlète        | Épreuve | Séries        | Séries   | Repêchages    | Repêchages | Demi-finales | Demi-finales | Finale | Finale   |
| Athlète        | Épreuve | Temps         | Résultat | Temps         | Résultat   | Temps        | Résultat     | Temps  | Résultat |
| -------------- | ------- | ------------- | -------- | ------------- | ---------- | ------------ | ------------ | ------ | -------- |
| Janis Rodmanis | Skiff   | 8 min 23 s 38 | 4e (R)   | 8 min 29 s 66 | 4e (E)     | NC           | NC           | NC     | NC       |

### Boxe
| Athlète           | Compétition         | 1/32 de finale      | 1/16 de finale      | 1/8 de finale           | Quarts de finale    | Demi-finales        | Finale              |    |
| Athlète           | Compétition         | Adversaire Résultat | Adversaire Résultat | Adversaire Résultat     | Adversaire Résultat | Adversaire Résultat | Adversaire Résultat |    |
| ----------------- | ------------------- | ------------------- | ------------------- | ----------------------- | ------------------- | ------------------- | ------------------- | -- |
| Héctor Velasquez  | Mi-mouche (- 49 kg) | NC                  | Vandui Batbayar 5-0 | Ralph Evans 0-5         | NC                  | NC                  | NC                  |    |
| Emmanuel Eloundou | Mouche (- 52 kg)    | NC                  | Calixto Perez 0-5   | NC                      | NC                  | NC                  | NC                  | NC |
| Julio Medina      | Mi-moyens (- 67 kg) | NC                  | NC                  | Anatoliy Khokhlov TKO-3 | NC                  | NC                  | NC                  | NC |

### Équitation
Hommes
| Athlète                                     | Épreuve                      | Finale   | Finale      |
| Athlète                                     | Épreuve                      | Résultat | Rang        |
| ------------------------------------------- | ---------------------------- | -------- | ----------- |
| René Varas                                  | Saut d'obstacles individuel  | ????     | 10e         |
| Américo Simonetti                           | Saut d'obstacles individuel  | ????     | Non classé  |
| Bárbara Barone                              | Saut d'obstacles individuel  | ????     | Non classée |
| René Varas Américo Simonetti Bárbara Barone | Saut d'obstacles par équipes | 76,25    | 9e          |

### Tir
Hommes
| Athlète        | Épreuve | Finale   | Finale |
| Athlète        | Épreuve | Résultat | Rang   |
| -------------- | ------- | -------- | ------ |
| Jorge Uauy     | Skeet   | 191 pts  | 17e    |
| Antonio Yaqigi | Skeet   | 187 pts  | 32e    |